# Studerkammarens fyra skatter

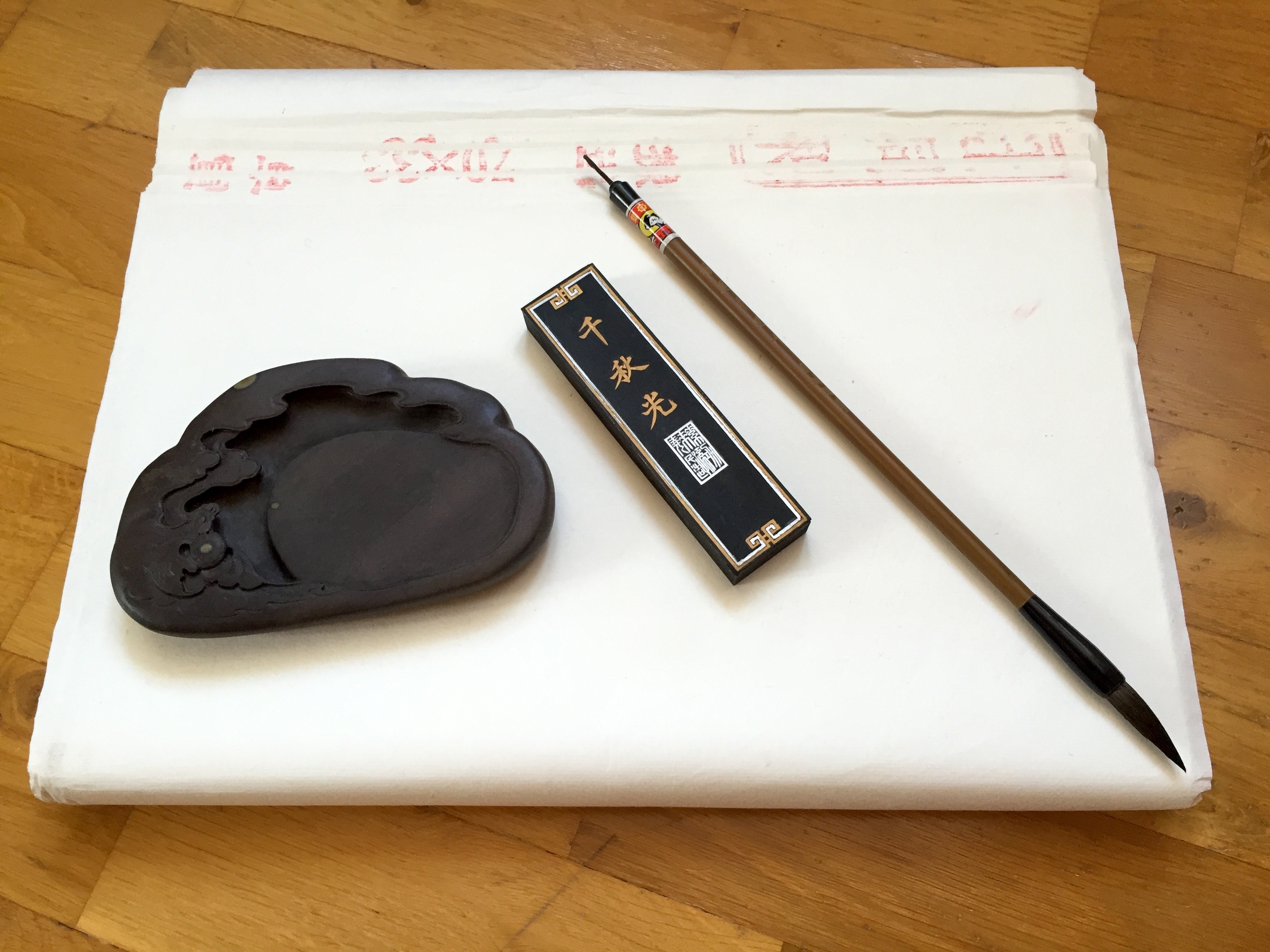
Studerkammarens fyra skatter: Pensel, tuschstång, rispapper och bläcksten.

Studerkammarens fyra skatter (kinesiska 文房四宝, pinyin wenfang sibao) syftar på de ting som traditionellt krävs för kinesisk kalligrafi, tuschmålning och författande:
- pensel  (bi 筆)
- tusch eller tuschstång (mo 墨)
- bläcksten/tuschsten (yan 硯)
- papper (zhi 紙)

Begreppet började användas under 400–500-talen och kring de fyra byggdes under århundradena upp ett stort vetande. Med den kinesiska kulturen spred sig både tingen och begreppet också till de närliggande länderna, Vietnam, Korea och Japan.

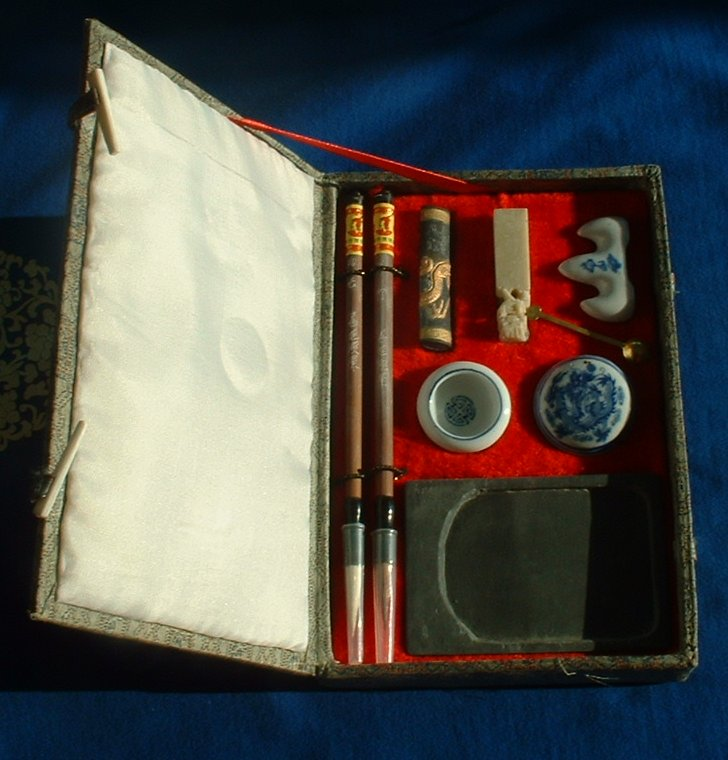
De fyra skatterna i reseförpackning.